# Sistema directorial

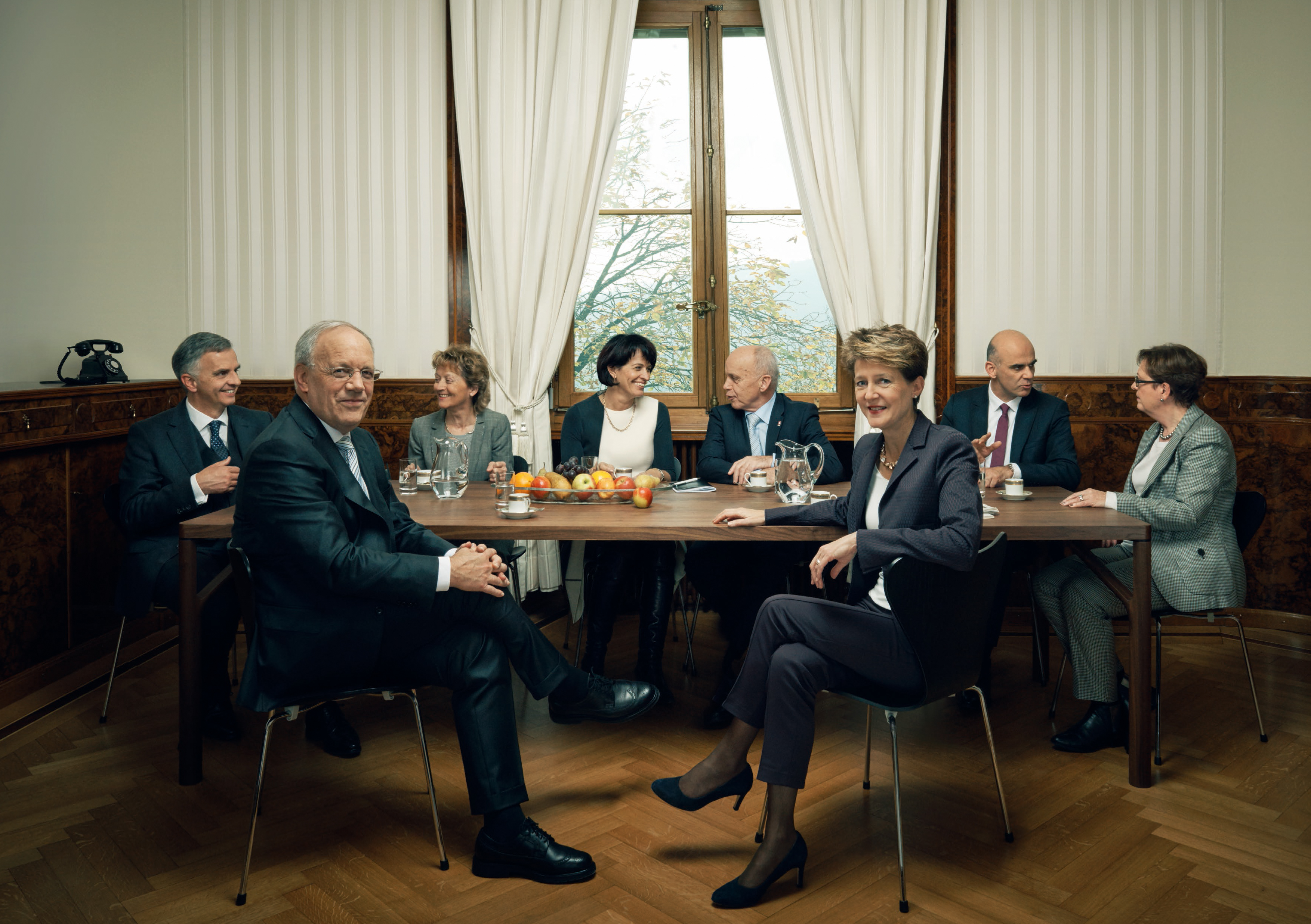
El Consejo Federal Suizo, 2015

El sistema directorial es una forma de gobierno en la cual una colegiatura de varias personas ejercen conjuntamente las facultades y funciones Jefe de Estado, y en algunos casos de Jefe de Gobierno. Este sistema de gobierno contrasta tanto con las repúblicas presidenciales y repúblicas parlamentarias que tiene cargos unipersonales para las Jefaturas de Estado y Gobierno.
En la historia política, Directorio, en francés Directoire, se aplica a las instituciones colegiadas de Estado compuesto por miembros denominados directores. El más importante y conocido de estas fue, de lejos, el Directorio de 1795-1799 en Francia. Esta forma de gobierno se estableció también en
los Estados satélites creados por Francia durante las guerras revolucionarias francesas, por ejemplo las repúblicas Helvética, Bátava, Cisalpina y de Ligur. Los antecedentes del sistema directorial están en la Constitución de 1776 del estado de Pensilvania, que creó un Consejo Ejecutivo Supremo, colegiado integrado por 12 personas, aunque algunos antecedentes pueden remontarse hasta la República romana donde el Senado de Roma ejercía como poder ejecutivo y no (como popularmente se cree) legislativo pues este recaía en los Tribuno de la plebe.
Actualmente los países que tienen esta forma de gobierno son Suiza (Consejo Federal, 1848 a la fecha) y la Presidencia de Bosnia y Herzegovina (desde 1992).
En Suiza, los directorios gobiernan en todos los niveles de la administración federal, cantonal y municipal. El Consejo Federal Suizo es elegido por el Parlamento durante cuatro años (los miembros no pueden ser destituidos) y entre ellos eligen anualmente un Presidente y vicepresidente. No hay relación de responsabilidad política (voto de censura) entre la Asamblea Federal y el Consejo Federal. Elecciones populares directas se utilizan a nivel local.
En Argentina funcionó un sistema directorial entre 1814 y 1820, precedido por dos triunvirato  (Primer Triunvirato (1811 - 1812) y Segundo Triunvirato (1812 - 1814) el cual fue sustituido por un órgano ejecutivo unipersonal con el nombre  de Director Supremo, integrado además por un Consejo de Estado compuesto por 7 personas, y responder ante un Congreso destinado a ejercer funciones legislativas. 
También el sistema directorial existió en Costa Rica (Junta de Legados de los Pueblos, 1821), Uruguay (Consejo Nacional de Gobierno, 1952-1967) y siguió en Yugoslavia (después de la muerte de Tito, 1980-1991). El gobierno de varias repúblicas socialistas tales como Unión Soviética, de Europa Oriental, de Asia y Cuba (1976-2019) podrían de alguna manera ser caracterizados como un sistema directorial, sin embargo siguieron un patrón muy diferente discutido en el artículo sobre los Estados socialistas.
La jefatura de estado colectiva en estos casos recibía las siguientes denominaciones: Unión Soviética (Presidium, 1917-1989), Mongolia (1924-1990), Albania (Presidium 1944-1991), Bulgaria (Presidium 1947-1971, Consejo de Estado 1971-1990), Rumania (Presidium 1948-1961, Consejo de Estado 1964-1974), Hungría (Consejo Presidencial 1949–1989), Polonia (Consejo de Estado 1952-1989), Alemania Oriental (Consejo Estatal 1960-1990), Camboya (Presidium Estatal 1975-1979, Consejo Revolucionario Popular 1979-1981, Consejo de Estado 1981-1993), Cuba (Consejo de Estado 1976-2019), Afganistán (Consejo Revolucionario 1978-1987), Vietnam (Consejo de Estado 1980-1992).